# Nachal Gat
Nachal Gat (hebrejsky: נחל גת) je vádí v pahorkatině Šefela v Izraeli. Začíná v nadmořské výšce přes 150 metrů severovýchodně od vesnice Sde Moše. Směřuje pak k západu mírně zvlněnou a zemědělsky využívanou krajinou. Prochází mezi obcemi Sde Moše a Gat, stáčí se k jihozápadu a na severovýchodním okraji města Kirjat Gat poblíž pahorku Tel Erani ústí zprava do toku Lachiš, podél kterého zde vede dálnice číslo 35.